# Pulau Libaran
Pulau Libaran ist eine zum malaysischen Bundesstaat Sabah gehörende Insel in der Sulusee vor der Nordostküste Borneos. Die Insel liegt 30 Kilometer nördlich von Sandakan und 5 Kilometer nordöstlich der Landspitze Tanjung Pisau, aber nur 3 Kilometer südwestlich der Turtle Islands (Pulau Gulisaan). Auf halbem Wege zwischen Pulau Libaran und Tanjung Pisau liegt die kleine Insel Pulau Kawan. Verwaltungstechnisch gehört sie zum Distrikt Sandakan. Die Insel ist flach und erreicht eine Höhe von bis zu 16 Meter. Sie ist 2,6 Kilometer lang und einen Kilometer breit. Im Osten vorgelagert sind drei markante Felsen, White Rock, Tree Rock und Black Rock.
Die Insel ist bewohnt und hat als Infrastruktur eine Polizeistation, eine Schule, eine Moschee, ein Postamt, eine medizinische Versorgung und eine Touristenunterkunft (Rumah Pelancongan Wildlife).